# Gaston Saint-Paul de Sinçay

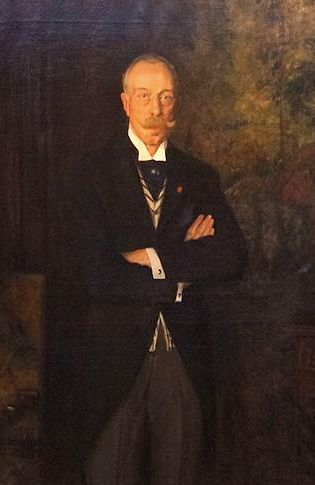
Gaston Saint-Paul de Sinçay (1815–1890)

Adrien Gaston Calley Saint-Paul de Sinçay (* 9. Juli 1854 in Angleur; † 19. März 1938 in Brüssel) war ein belgischer Industrieller und Fahrsportler mit französischen Wurzeln.

## Herkunft
Die großbürgerliche Familie Calley Saint-Paul de Sinçay war in Paris ansässig und stammte aus der Bretagne. Gaston wurde am 9. Juli 1854 in Angleur als Sohn von Louis-Alexandre Saint-Paul de Sinçay und Léontine Horric de Beaucaire (1823–1898) geboren. Er hatte einen Bruder namens Alfred.

## Leben
Gaston Calley Saint-Paul de Sinçay schloss sein Jurastudium 1879 an der damaligen Faculté de droit de Paris ab. Bereits zwei Jahre zuvor trat er in die Société des Mines et Fonderies de Zinc de la Vieille-Montagne (VM) ein, wo sein Vater als Generaldirektor tätig war. Nach seinem Studienabschluss war er dort zunächst als Inspekteur, seit 1884 als Sekretär des Verwaltungsrates und von 1890 bis 1938 in der Nachfolge seines Vaters als Generaldirektor der VM tätig. Darüber hinaus übernahm er das Amt des Präsidenten der Chambre française de commerce et d'industrie de Belgique und des Vizepräsidenten der Union française de bienfaisance.
Saint-Paul de Sinçay war nebenberuflich ein begeisterter Pferdesportler und nahm bei den Olympischen Sommerspielen 1900 in Paris am Wettbewerb im Gespannfahren teil. Er wurde mit dem Offizierskreuz der Ehrenlegion ausgezeichnet.
Saint-Paul de Sinçay war verheiratet mit Hélène Bloudoff, einer russischen Gräfin. Das Paar hatte eine Tochter namens Marie-Antoinette.